# 추계학
추계학(推計學, 스토케스틱, stochastic→확률)은 흔히 추측 통계학으로도 불리며, 모집단에서 임의로 추출한 표본에 따라 모집단의 상태를 추측하는 학문이다. 주로 수학분야에서 다뤄지고 있으나, 실생활에서의 적용 범위가 넓어 자연과학, 공학 외에도 경제학, 사회학 등에서도 많이 적용되는 학문이다.

## 어원
영문표기 Stochastic의 어원은 그리스어 stochastikē technē(στοχαστικὴ τέχνη)에서 유래된 것이며 이는 "기술적 추측"이라는 의미를 담고 있다. 18세기 스위스 수학자 베르누이(Bernoulli)에 의하여 정의되었다. 수학의 한 분야로서 흔히 통계학에서 주로 연구되고 있어 통계학에 포함시키는 경우가 많으나, 실제 의미상으로 추계학은 통계학과 확률론의 상위개념이다.

## 유래
연주나 작곡에서 우연성을 내포시키고자 한다면 수학적인 확률계산을 통하여 그 가능성을 작곡자가 예상할 수 있고, 만일 원치 않는 결과가 나올 때 또다른 결과까지도 예상할 수 있도록 만드는 것이 바로 확률음악이다. 크세나키스의 '스토케스틱(Stochastic)' 음악에서 유래하는데, 이는 확률적으로 각각의 음들을 예측하는 것이 아니라 전체로써 조정되도록 한 것이다.
크세나키스는 한 음의 역사는 시간에 따라 주어진 진동수의 그래프에 의하여 나타나며, 그 시간축에 따라 음의 피치와 강도를 확률적으로 변화시킬 수 있도록 고안한 것이다.

## 크세나키스의 추계학 이론 및 작품
| 추계학 이론                            | 추계학 이론                            | 적용된 작품  |
| -------------------------------------- | -------------------------------------- | ------------ |
| 확률의 법칙                            | 멕스웰-볼츠만법칙 (Maxwell-Boltimann)  | Pithoprakta  |
| 확률의 법칙                            | 최소한이 규제                          | Achoripisis  |
| 확률의 법칙                            | 가우스 분포 (Gauss distribution)       | ST/10        |
| 확률의 법칙                            | 가우스 분포 (Gauss distribution)       | Atrees       |
| 확률의 법칙                            | 마코프 연쇄 (Markov chain)             | Analogiques  |
| 게임(Game)이론                         | 게임(Game)이론                         | Duel         |
| 게임(Game)이론                         | 게임(Game)이론                         | Strategie    |
| 군(群)론                               | 군(群)론                               | Nornos alpha |
| 집합론과 부울 대수학 (Boolean algebra) | 집합론과 부울 대수학 (Boolean algebra) | Herma        |
| 집합론과 부울 대수학 (Boolean algebra) | 집합론과 부울 대수학 (Boolean algebra) | Eonta        |

1. 확률의 법칙
확률론은 그의 작품에서 가장 주요하게 확률의 법칙과 계산법으로 쓰이고 있다. 1954년 그는 고립된 ‘점’에 따라 소리를 다루는 동 시대의 추세를 비판하였고, 그에 따라' 구름‘과 ’은하수‘라고 불리는 ’집단‘에 관심을 갖게 된다. 4) 결코 작품 제작에 있어 우연의 여지를 허락하지 않았던크세나키스는 소리 집단의 취급을 묘사하며, ’추계음악(Stochastic Music)'이란 용어를 소개한다.
1) 멕스웰-볼츠만 법칙
“다음 스텝으로는 Pithoprakta이다. 나는 이 프로젝트를 통해서 매스를 좀 더 철저하게 다루려 고 했다.”8) 수학적 법칙을 사용하여 나타낸 크세나키스의 작품 Pithoprakta9)에서는 세 가지 주요 특성들이 있었다. 첫째, 한 공간 내에서 분자의 움직임에 대해, 바이올린의 음역 내에서 그 음의 움직임에 대한 유사를 끌어내었다. 그 다음으로는 그러한 분자들의 움직임을 나타내는 각각의 선들은 속도를 나타내는 것으로 현악기의 글리산도로 표현 하였으며, 마지막으로는 이러한 연속적인 음과 非연속적인 음의 결합으로 전개시켰다.
2) 최소한의 규제
Achoripisis는 최소한의 규제를 사용하여 주어진 단위 시간 내에서 사건이 일어날 가능성을 포아송의 공식을 적용해 값을 나타내었다. 그 안에서의 모든 변 수와 음향 현상들을 도면 상에 미리 구상한 행렬을 이용하였으며, 이렇게 정해진 음향 현상의 최소의 규정에 의하여 작품이 조절되었다.
3) 가우스 분포
가우스 분포를 적용하여 진행한 작품은 ST/10, Atrees 가 있으며 이 두 작품에서 나타난 주요한 특성들은 두 가지로 나타난다. 첫째, 연속적인 시간의 구간 에 대해 가우스 분포의 공식을 통해 구한 각 악기 음색밀도의 분포를 나타내어, 음향 밀도의 전체적인 크기는 항상 일정하며 각 악기의 음색 간에 서로 나누었다. 그다음으로 컴퓨터가 사전에 계산된 Sequence 속에서 번갈아 가며 모든 Sound을 규정하는 전자두뇌에 명령하는 것에 의한 확 률법칙의 복합체를 이루고 있다.
4) 마코프 연쇄
Analogigues작품은 마코프 연쇄를 적용시킨 작품으로써 음향의 세부 요소와 전체적인 형태와의 관계를 나타내었고, 소리 집단으로 나타난 개별적 소리들의 성 질과 세 가지 유형의 글리산도의 특성을 묘사하였다. 이러한 음향 복합체의 발생, 지속, 쇠퇴에서 수많은 단순한 음향 나타난다. 발생의 순서가 정해지지 않은 무질서한 음 들의 집합을 다룸에 있어서 집합론과 함께 확률 계산법을 결합시킨다. 이러한 결합된 음향들은 확장된 행렬이나 규범적인 표현의 상응 관계에도 대응 가능하며 이러한 상응관계는 불확정일 수 있고, 변화 확률이 주어진 행렬의 행태일 수도 있다. 이러한 행렬은 불연속으로 변형하는 하나의 조각으로 구분 지어진 연속적인 전개가 가장 일반적이다.

2. 게임(Game)이론
게임이론은 Duel, Strategie 작품 속에서 나타나고 있으며, 조건적인 진행을 통하여, 극히 순수한 기회의 상황으로써 작품을 진행한다. 이는 연주자들의 우연적인 상황을 직면하면서, 실시간으로 작전 전개시켜 최상의 이익을 만들어내는 특징을 가지고 있다.13) 이러한 진행에 필요사항들은자유로운 독단적 선택, 제한된 게임, 수여된 점수, 열과 행의 할당, 게임의 시작 결정, 전술 읽기, 접전 이행 시간, 경쟁의 결과, 행렬의 선택들이 있다.

3. 군(群)론
그의 작품 중 Nornos alpha는 군론을 나타내고 있다. 이 작품에서는 음정, 세기, 길이의 세 가지 특징의 일시적인가설그룹에 따른, 그리고 시간적 구조를 가진 음향사건 실체에 관해 속도적 구조를 가진 보다 단순한 시간에대한작품이다. 시간적 구조와 속도적 구조 사이의 상관관계에 대한 연구를 기반 하여 그 대칭 구조와 동일구조인 6면체 그룹을 형성하는 요소에 의해 주어진 입방체의 대칭적변형이 Normos alpha의 시간적 조직으로 사용된다. 육면체의 각기 회전축과 회전 방향을 달리하는 육면체 그룹의 값을 행렬화시키고, 그 표현된 유한한 그룹들을 결합적 구조화 시킨다.

4. 집합론과 부울 대수학 (Boolean algebra)
집합론과 부울 대수학을 적용하여 진행된 작품은Herma, Eonta이며, 이에 대한 발단은 수학적인 의미로서의 집합을 음의 조합시키는 모델로 사용하고자 시작되었다. 이 작품에서는 피아노 건반 상의 모든 가능성을 나타내는전체집합과 여기에 속하는 두 개의 부분 집합들의 연산으로 구성하고 추계학 법칙을 따르는 집합 내에서, 사건 발생의 기회와 음정 구성요소 사이에 상관관계가 존재한다.

## 같이 보기
- 통계적 추론(statistical inference)
- 기술 통계학(descriptive statistics)